# Thomas Howard (3. książę Norfolk)
Thomas Howard (ur. 1473, zm. 1554) angielski arystokrata, książę Norfolk od 1524 r., pierworodny syn Thomasa Howarda i Elizabeth Tilney, wuj dwóch królowych Anglii: Anny Boleyn i Katarzyny Howard, jeden z najbardziej prominentnych polityków za czasów dynastii Tudorów.

## Pochodzenie
Urodził się w 1473 r. jako najstarszy syn Thomasa Howarda, hrabiego Surrey i jego pierwszej żony Elizabeth Tilney. Jego ojciec był dziedzicem Johna Howarda, 1. księcia Norfolk a także potomkiem króla Edwarda I i jego drugiej żony Małgorzaty Francuskiej. Matka Thomasa była dwórką królowych Elżbiety Woodville i Elżbiety York. Ojciec Thomasa po śmierci żony w 1497 r. ożenił się ponownie z Agnes Tilney. Thomas miał kilkanaścioro rodzeństwa m.in. Elizabeth i Edmunda. Rodzina Howardów w bitwie pod Bosworth w 1485 r. walczyła po stronie Ryszarda III, w związku z tym na jakiś czas utraciła wpływy i przywileje. Pod koniec XV w. ojciec Thomasa rozpoczął wykup ziem, które jego rodzina utraciła.

## Małżeństwa
W 1484 r. został zaręczony z królewną Anną York, córką Edwarda IV i Elżbiety Woodville. W 1495 r. odbył się ich ślub. Żadne z dzieci z tego związku nie przeżyło dzieciństwa. W 1511 r. Anna zmarła.
W 1512 r. lub 1513 r. poślubił Elizabeth Stafford, córkę Edwarda Stafforda 3. księcia Buckingham (kuzyna jego pierwszej żony). Miał z nią czworo dzieci, które dożyły wieku dojrzałego:
- Henry Howard (ur. 1517, zm. 1547), stracony za zdradę,
- Thomas Howard (ur. 1520 – zm. 1582)
- Mary Howard (ur. 1519, zm. 1557), księżna Richmond i Somerset jako żona Henryka Fitzroy'a,
- Catherine Howard (zm. 1530), poślubiła Edwarda Stanley'a[6].

Około 1527 r. Thomas rozpoczął romans z Elizabeth Holland, córką sekretarza.

## Na dworze Henryka VIII
W 1514 r. Thomas otrzymał tytuł hrabiego Surrey a jego ojciec został 2. księciem Norfolk. To było wyróżnienie za ich dobrą postawę podczas bitwy pod Flodden. W 1521 r. za zdradę został stracony jego teść. 3 lata później, po śmierci ojca, Thomas został 3. księciem Norfolk. Był pracowitym administratorem oraz doskonałym zawodnikiem podczas turniejów.

### Wielka królewska sprawa
W 1526 r. król Henryk VIII zainteresował się siostrzenicą Thomasa, Anną Boleyn. Rok później zwrócił się do papieża z prośbą o dyspensę na zawarcie kolejnego związku małżeńskiego. Książę upatrzył w tym szansę na zwiększenie swoich wpływów poprzez m.in. odsunięcie kardynała Wolseya od króla. W tej sprawie był wspierany przez ojca Anny Thomasa Boleyna oraz szwagra króla księcia Suffolk. W listopadzie 1529 r. Thomas Wolsey został aresztowany pod zarzutem zdrady i wkrótce zmarł. Po jego śmierci Thomas został jednym z głównych doradców króla Henryka VIII. Książę wspierał jego działania mające na celu unieważnienie małżeństwa z Katarzyną Aragońską, jednak nie zgadzał się z radykalnym podejściem Boleynów.
Żona księcia, Elizabeth, która czuła się coraz bardziej upokorzona z powodu romansu męża, zaczęła publicznie popierać królową Katarzynę, co stawiało ją w opozycji do interesów męża i Anny Boleyn. W 1530 r. lub maju 1531 r. po kłótni Elizabeth z Anną Boleyn Thomas zmusił żonę do opuszczenia dworu królewskiego.
9 kwietnia 1533 r. Thomas stał na czele delegacji, która poinformowała Katarzynę Aragońską o ślubie Henryka VIII z Anną oraz o odebraniu jej tytułu królowej. 1 czerwca 1533 r. odbyła się koronacja Anny Boleyn, jednak książę nie brał w niej udziału. W tym czasie przebywał we Francji, gdzie odbyło się spotkanie papieża z królem Franciszkiem I.
W listopadzie 1533 r. odbył się ślub jego jedynej żyjącej córki, Mary, z nieślubnym synem króla, księciem Richmond i Somerset Henrykiem Fitzroyem. Inicjatorką jego mariażu była króla Anna, która w ten sposób chciała okazać wdzięczność wobec wuja za okazywane jej wsparcie w dążeniu do korony. Na jej prośbę król zrezygnował z żądania wysokiego posagu.  Dodatkowo królowa uczyniła kochankę księcia swoją dwórką, jednak Thomas w kryzysowych sytuacjach nie odpowiadał się po stronie Boleynów. Mimo to Norfolk był zachowawczy i powściągliwy w popieraniu Anny, jako że był teściem jedynego żyjącego syna Henryka VIII. Zdarzało się, że książę krytykował siostrzenicę z powodu jej nadmiernej pewności siebie i skłonności do kłótni z królem. Obawiał się, że takie zachowanie doprowadzi do upadku jego rodziny.
W grudniu 1533 r. król wysłał Norfolka do Marii, córki, którą miał z Katarzyną Aragońską. Książę przekazał jej żądania króla, aby dołączyła do służby na dworze swojej przyrodniej siostry Elżbiety. Urażona takimi rozkazami Maria wdała się w kłótnię z Thomasem. Nadzór nad dumną córką króla sprawowała Anne Shelton, krytykowana przez Norfolka i swego bratanka wicehrabiego Rochford za zbyt pobłażliwy stosunek do Marii.
W kwietniu 1536 r. rozpoczął się upadek Anny Boleyn. Książę Norfolk był przewodniczącym składu sędziowskiego, który skazał królową, jej brata oraz 4 innych mężczyzn za zdradę. Książę osobiście ogłaszał wyrok. Annę stracono 19 maja 1536 r. Niedługo potem zmarł zięć Thomasa, Henryk Fitzroy.  

### Ślub króla z Katarzyną Howard
W 1540 r. król ożenił się po raz piąty z Katarzyną Howard, bratanicą Thomasa, która wychowywała się pod okiem jego macochy Agnes Tilney. Istnieje kilka teorii na temat początków tej znajomości. Według jednej z nich Thomas widząc problemy w małżeństwie króla z Anną Kliwijską umieścił około 15-letnią Katarzynę wśród dwórek królowej, aby zwróciła na siebie uwagę Henryka.
Niecały rok po ślubie królową oskarżono o zdradę z dwoma mężczyznami i uwięziono. 6 listopada 1541 r. Thomas rozmawiał ze swoją macochą, która wyrażała nadzieję, że nikt związany z tą sprawą nie umrze, ponieważ cokolwiek się działo pod jej dachem, miało to miejsce przed ślubem Katarzyny i króla. Księżna-wdowa myliła się. Upadek Katarzyny pociągnął za sobą jej rodzinę: aresztowano Agnes Tilney oraz rodzeństwo Thomasa wraz z ich współmałżonkami. Norfolk obawiając się, że podzieli los najbliższych, 12 grudnia 1541 r. wystosował do króla list, w którym odciął się od działań swojej macochy i rodzeństwa a także jednoznacznie potępił Katarzynę Howard. Książę przypomniał królowi, że jego stosunki Katarzyną a także wcześniej z Anną Boleyn były chłodne oraz to on wskazał Agnes Tilney jako jedną z potencjalnych winnych zachowania królowej. Henryk VIII uwierzył Howardowi i ten szybko wrócił do królewskich łask. Jego krewni wkrótce zostali uwolnieni, jednak samą Katarzynę Howard ścięto w lutym 1542 r.

### Uwięzienie
2 grudnia 1546 r. Thomas i starszy z jego synów, hrabia Surrey Henry zostali wtrąceni do Tower pod zarzutem zdrady. Surrey popadł w konflikt z Edwardem Seymourem, wujem następcy tronu Edwarda. W oczach Howardów rodzina Seymourów była mało znaczącym rodem. Dodatkowo syn Thomasa posługiwał się herbem Edwarda Wyznawcy, który to był zastrzeżony tylko i wyłącznie dla panującego monarchy. Howardowie, mimo wpływu na anulowanie małżeństwa Henryka VIII i Katarzyny Aragońskiej i rozłamu Anglii z kościołem katolickim, byli zwolennikami starych porządków w kwestiach religijnych, w przeciwieństwie do Seymourów, którzy popierali reformy. Tym razem książę nie zdołał uniknąć aresztowania, gdyż przeciwko niemu zeznała nawet jego córka, według której ojciec miał ją namawiać na romans z królem Henrykiem, który był jej byłym teściem. Żona Thomasa z racji wieloletniego konfliktu nie stanęła w obronie męża. Król niemalże na łożu śmierci zajmował się aktami sprawy, na podstawie których uznano księcia i hrabiego winnymi. 19 stycznia 1547 r. Henry został stracony. Termin egzekucji księcia wyznaczono na 29 stycznia 1547 r. jednak nigdy nie została wykonana z uwagi na śmierć króla Henryka VIII dzień wcześniej.

## Służba u Marii I
Podczas panowania następcy Henryka VIII książę przebywał w Tower. 19 lipca 1553 r. po bezpotomnej śmierci Edwarda VI i 9-dniowym panowaniu synowej księcia Northumbaland Jane Grey królową Anglii została Maria, córka Henryka VIII i Katarzyny Aragońskiej. 3 sierpnia 1553 r. królowa przybyła do Tower, aby skorzystać ze starodawnej tradycji i uwolnić więźniów. Thomas klęknął przed Marią, która mimo wydarzeń z przeszłości, zdecydowała się zwrócić mu wolność, zapewne z powodu jego wiary katolickiej.
Thomas otrzymał tytuł Wielkiego Stewarda i został marszałkiem dworu królewskiego. 18 sierpnia 1553 r. uczestniczył w procesie przeciwko Johnowi Dudleyowi, który został uznany winnym i stracony kilka dni później.
Książę wraz z żoną Elizabeth wziął udział w koronacji królowej Marii I, jednak ich relacje nie uległy poprawie.
Thomas zmarł w 1554 r. Wdowa po nim, zgodnie z jego życzeniem, nie otrzymała żadnego spadku. Elizabeth przeżyła swego męża o 4 lata.